# Anton Krause
Anton Krause, född 9 november 1834 i Geithain nära Leipzig, död 31 januari 1907 i Dresden, var en tysk pianopedagog. 
Krause studerade för Fritz Spindler och Friedrich Wieck i Dresden samt Carl Reinecke, liksom 1850–53 vid Leipzigs musikkonservatorium. År 1859 efterträdde han Reinecke på flera dirigentposter i Barmen, där han var verksam till 1897. Han utgav instruktiva pianokompositioner (sonater, sonatiner och etyder), som kom att värderas mycket för sin klara faktur. Han komponerade även sångverk.